# Johann Gustav Gassner
Gustav Gassner (17 de enero de 1881, Berlín - 5 de febrero de 1955, Lüneburg) fue un botánico, micólogo, y fitopatólogo cuyo artículo de 1918 sobre la vernalización fue llamado "el primer estudio sistemático de la temperatura como factor en el desarrollo fisiológico vegetal."
Sus amplios intereses de investigación en fitopatología y en fisiología vegetal incluyendo obra en fotosíntesis y en nutrición vegetal, así como el trabajo agronómico sobre enfermedades de las plantas, tales como royas y tizones o carbones.
Su texto clásico de 1931 Mikroskopische Untersuchung pflanzlicher Lebensmittel und Futtermittel ("Examen microscópico de alimentos de origen vegetal y animal") todavía está en uso en las universidades alemanas, y aún se conoce por los estudiantes alemanes como "Gassner."

## Biografía
En 1910, retorna a Alemania desde Montevideo, Uruguay y se casa con Lili Fassier-Farnell, con quien tuvieron cuatro varones y una hija.

### Carrera científica
Gassner, hijo de emigrantes de Salzburgo, asistió al Friedrichs-Gymnasium de Berlín y luego estudió botánica y ciencias naturales, en Halle y en Berlín, desde 1899 a 1905, obteniendo su PhD en 1906 por la Universidad Agrícola de Berlín. En 1907, fue profesor de botánica y de fitopatología en la Facultad de Agronomía de la Universidad de la República, Montevideo, Uruguay.
Durante la Primera Guerra Mundial, dirigió un laboratorio militar germano. En 1918, fue nombrado para la Cátedra de botánica de la Universidad Técnica de Braunschweig, donde también dirigió el Instituto Botánico y el Jardín Botánico.
Aunque se consideraba un alemán patriótico, fue despedido de su rectorado y encarcelado durante 11 días, en 1932, después de tomar acciones antinazis prohibiendo el saludo hitleriano y prohibiendo cualquier actividad política dentro del Instituto de Tecnología en Brauschweig. En septiembre de 1933, fue despedido como profesor de botánica; y, emigró a Turquía en 1934. Después de pasar cinco años de trabajo en Turquía, regresó a Alemania en 1939 para convertirse en director del Instituto de Investigación para la Conservación y Biología de Plantas de Magdeburgo. En 1945, fue nombrado rector y profesor de la Universidad Técnica de Braunschweig, de la que se retiró en 1951.

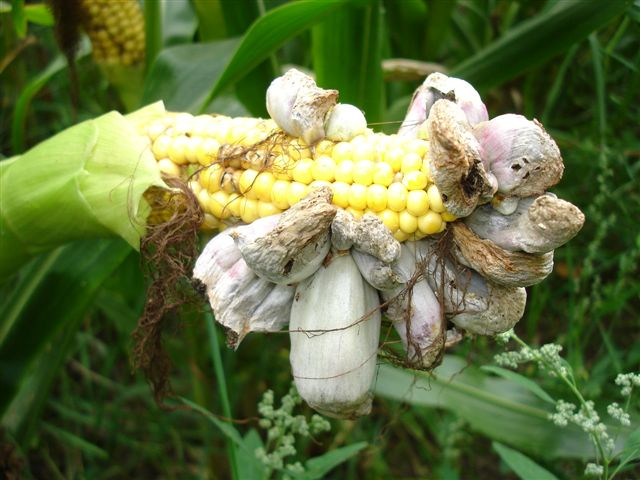
Espiga hembra de maíz, infectada con carbón, un fungi que Gassner estudió.

El artículo de Gassner, de 1918, sobre el efecto de la temperatura, reducida en el desarrollo de centeno de invierno, inspiró a muchos seguidores por la década de 1930, a trabajar en la vernalización, siendo descrito como "de tendencia de moda"(Modeforschung). También investigó el uso de pesticidas químicos para proteger las plantas en germinación, tales como el tratamiento de semillas con compuestos orgánicos mercuriales. En su carrera, recibió muchos honores incluyendo, en 1952, la germana Gran Cruz al Mérito.

## Algunas publicaciones
- 1918. "Beiträge zur physiologischen Charakteristik sommer und winteranueller Gewächse insbesondere der Getreidepflanzen," Zeitschr. Botanik. Berlín
- 1931. Mikroskopische Untersuchung pflanzlicher Lebensmittel und Futtermittel: der Gassner. ISBN 3-89947-256-X

## Honores
- 1951: la Universidad de Gotinga le otorgó un doctorado honoris causa con motivo de su 70 cumpleaños
- nombrado Senador Honorario de la Universidad Técnica de Brunswick.
- 1936: la Universidad de la República en Montevideo lo inviste doctor honoris causa.
- 1951: gran placa de bronce del Ministerio de Agricultura y Silvicultura, de Renania del Norte-Westfalia.
- 1952: el presidente Theodor Heuss le otorga la Gran Cruz del Mérito de la República Federal, por sus destacados logros en las áreas de protección de cultivos y para el beneficio de la agricultura.

### Eponimia
- (Orchidaceae) Mystacidium gassneri (G.Will.) R.Rice[10]
- La abreviatura «Gassner» se emplea para indicar a Johann Gustav Gassner como autoridad en la descripción y clasificación científica de los vegetales.[11]